# 9521 Martinhoffmann
A 9521 Martinhoffmann (ideiglenes jelöléssel 1980 FS1) a Naprendszer kisbolygóövében található aszteroida. Claes-Ingvar Lagerkvist fedezte fel 1980. március 16-án.